# Fairytale
«Fairytale» (en català, «Conte de fades») és una cançó interpretada pel cantant noruec d'origen belarús Alexander Rybak que també va ser composta i escrita per ell. La cançó va representar a Noruega al Festival de la Cançó d'Eurovisió 2009 celebrat Moscou (Rússia) i es va convertir en la guanyadora del certamen. A més a més, va ser número u en diversos països i va ocupar la novena posició al Regne Unit.

## Eurovisió 2009
La cançó va ser triada al festival noruec "Melodi Gran Premi" el 21 de febrer, guanyant amb una àmplia victòria. Va competir contra altres divuit participants a la segona semifinal d'Eurovisió el 14 de maig de 2009, des d'on va passar a la final que es va celebrar el 16 de maig i va guanyar amb 387 punts, un nou rècord del Festival de la Cançó d'Eurovisió. Va ser la tercera victòria per a Noruega.

### Rècord
A Eurovisió, Rybak va obtenir la puntuació més alta de tota la història del festival amb 387 punts (d'un màxim de 492) i també va trencar el rècord de qualificacions de 12 punts, obtenint-ne 16 (d'un màxim de 42 països). El rècord previ era de la cantant grega Helena Paparizou i de l'anglès Katrina & The Waves amb 10 qualificacions de 12 els anys 2005 i 1997 respectivament.

## Videoclip
El vídeo mostra a Alexander Rybak interpretant la cançó amb un fons canviant en blanc i negre i amb dos membres de la companyia de ball Frikar.